# Groupement des forces armées soviétiques en Allemagne
Le Groupement des forces armées soviétiques en Allemagne (en allemand : Gruppe der Sowjetischen Streitkräfte in Deutschland, en abrégé GSSD ; en russe : Группа советских войск в Германии, Grouppa sovietskikh voïsk v Germani, en abrégé ГСВГ ou GSVG ; nommé par l'armée française Groupe de forces soviétiques en Allemagne ou GFSA), étaient les forces armées soviétiques (puis russes) stationnés en Allemagne de l'Est (RDA) de 1954 à 1994.
À partir de 1988, le GSSD fut nommé WGT en RDA (Groupement ouest des troupes, Groupe de forces Ouest ou GFO pour l’armée française) et il s'appelait, en Allemagne de l'Ouest, le GSTD (Groupement des troupes soviétiques en Allemagne). Les contingents de l'Est représentaient l'écrasante majorité de ces troupes ; c'était le plus gros contingent maintenu par une puissance étrangère sur un autre territoire : on estime à 338 000 soldats et 207 400 civils les membres du GSSD présents sur le territoire d'Allemagne de l'Est en 1990.

## Histoire

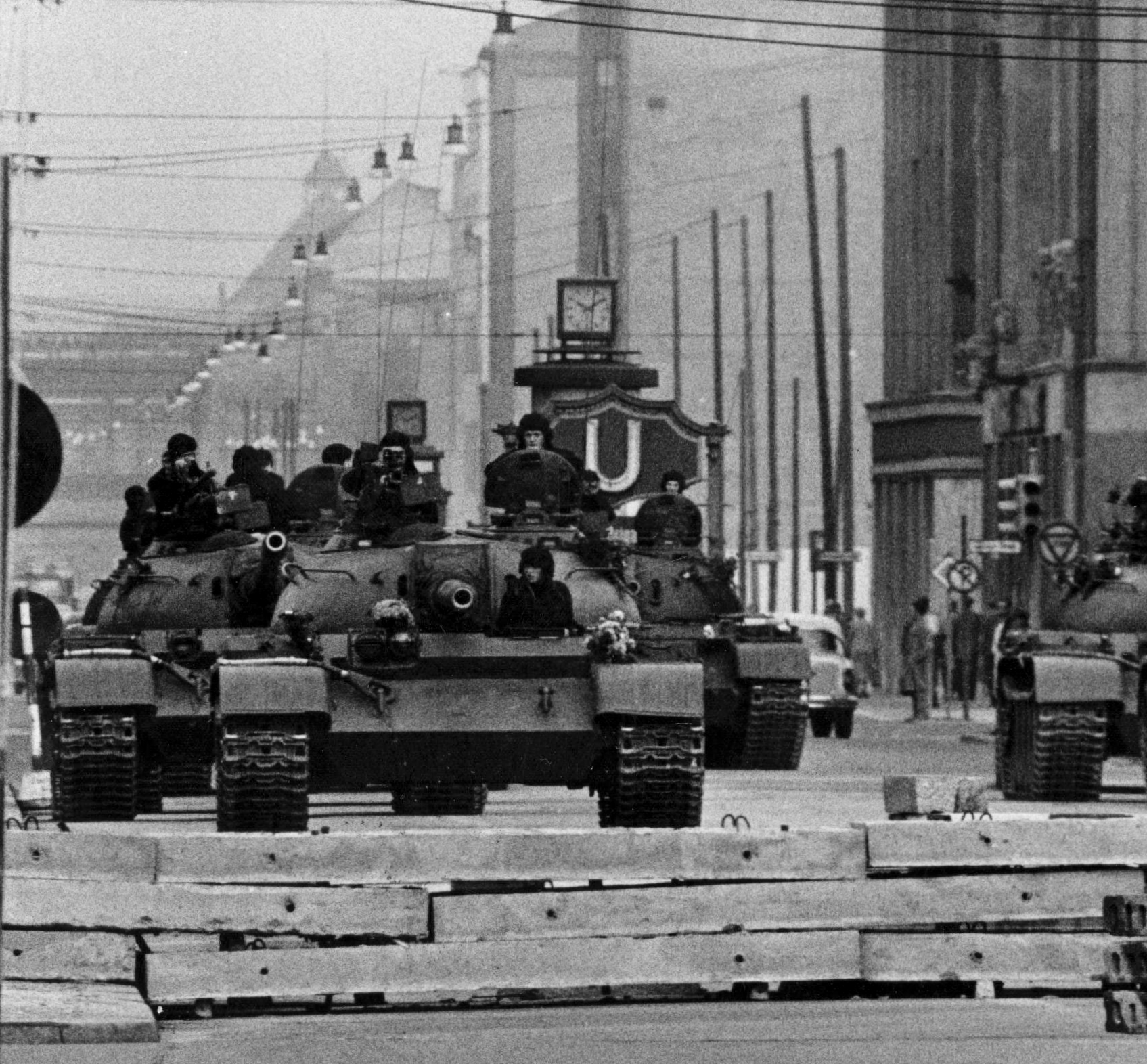
Chars T-54 du Groupement des forces armées soviétiques en Allemagne au Checkpoint Charlie entre Berlin-Est et Berlin-Ouest en 1961.

Le GSSD est issu des troupes d'occupation soviétiques en Allemagne, il s'agit du plus important des quatre groupement de forces armées soviétiques installés dans les pays d’Europe centrale ; le changement fut opéré le 26 mars 1954. Les troupes qui comptaient initialement 1,5 million de soldats furent réduites, en 1947, à 350 000 soldats. Le changement de 1954 représentait la fin de l'occupation, qui rendit à la RDA sa souveraineté ; mais l'intégration de la RDA dans le pacte de Varsovie, l'année suivante (le 20 septembre), permit au GSSD de se maintenir comme force de « sécurisation » contre l'OTAN.
En 1963, ces forces étaient au nombre de 386 000 soldats, 7 500 chars de combat, 484 avions de chasse et 80 hélicoptères. Ces troupes furent engagées dans la répression du printemps de Prague.
Entre 1972 et 1977, le nombre de militaires soviétiques en Allemagne passa de 250 000 à 370 000 avec de nouveaux équipements multipliant leur puissance de feu répartis dans 20 divisions (dix blindées et d'infanterie mécanisée) formant 5 armées (3 blindées et 2 armes combinées) sur les 500 000 soldats soviétiques et 27 divisions en Europe centrale. En 1980, l'effectif était de 380 000 personnels avec environ 7 000 chars, 3 000 véhicules de combat d'infanterie et 300 hélicoptères.
À la chute du mur de Berlin en 1989, les soldats soviétiques n'intervinrent pas. L'accord deux-plus-quatre prévoyait, en plus de la réunification, le départ de ces troupes avant le 31 décembre 1994. La cérémonie de départ eut lieu le 31 août 1994 au Mémorial soviétique de Treptower Park, en présence de Boris Eltsine et Helmut Kohl.

## Ordre de bataille et équipement

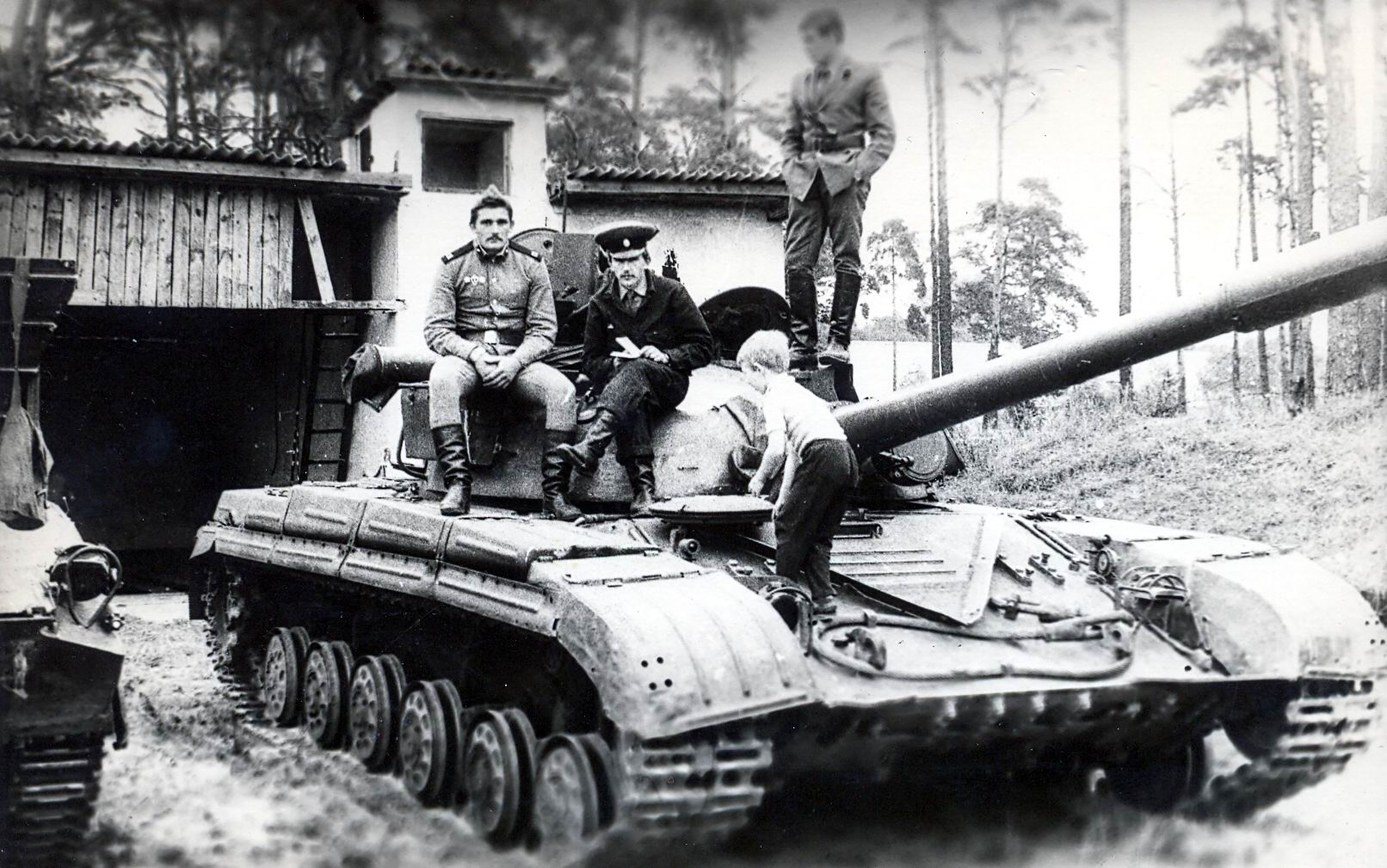
Un T-64 du groupement des forces armées soviétiques en Allemagne au début des années 1980.

En 1991, le GSSD qui est affecté au théâtre d'opérations militaires (Teatr Voyennykh Dyeystviy ou TVI) Ouest disposait de :
- 338 000 hommes
- 24 divisions réparties en 5 armées plus une armée aérienne

Organigramme du Groupement des forces armées soviétiques en Allemagne en 1988.

- 4 200 chars de combat
- 690 avions
- 680 hélicoptères
- 680 000 tonnes de munitions[4]

## Relations avec la population allemande de l'Est

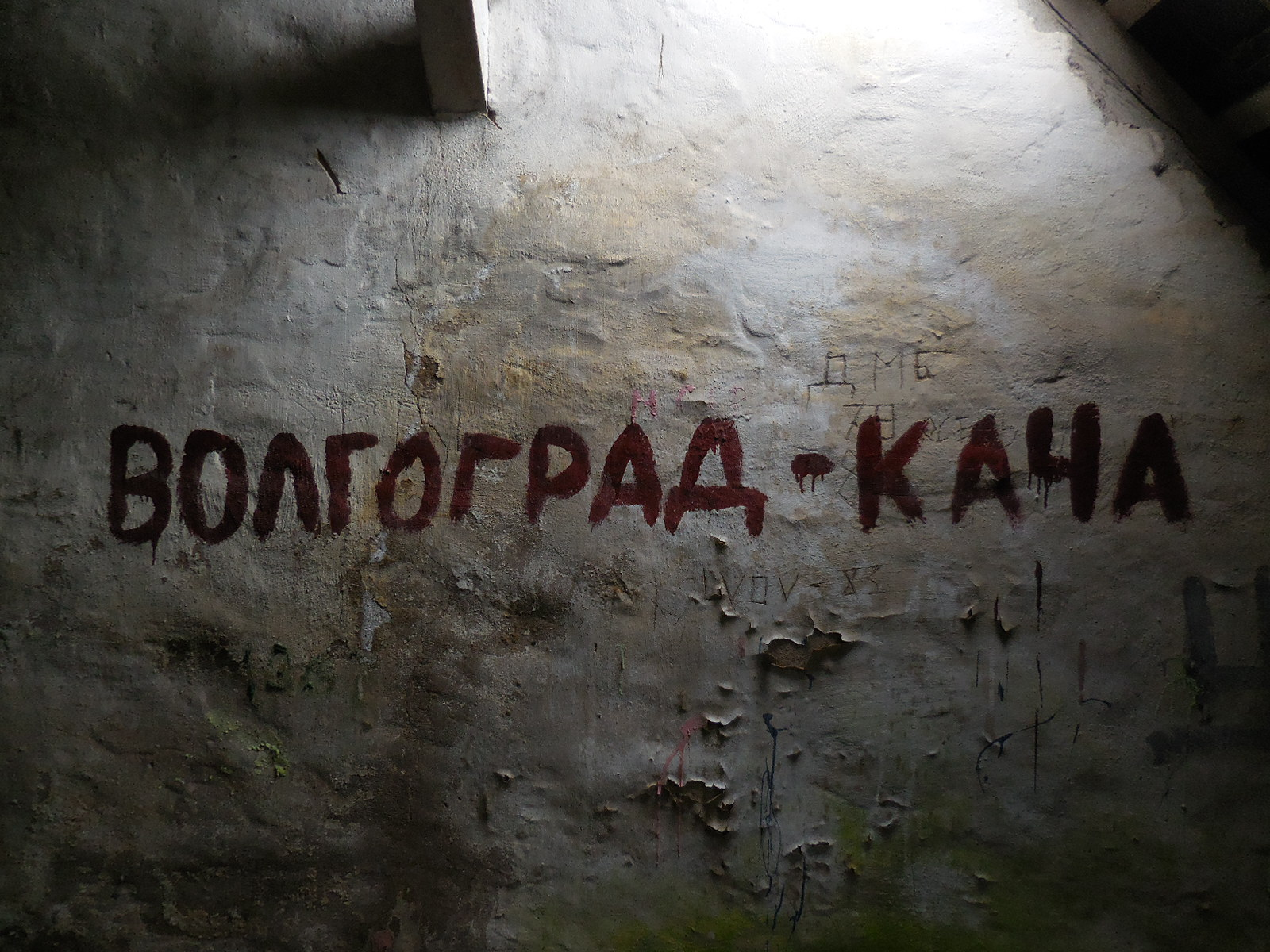
Graffiti en cyrillique dans un camp du GSSD (Allemagne, 2015)

Les troupes soviétiques étaient stationnées à de nombreux endroits du territoire de l'Allemagne de l'Est. Non seulement, ils participaient à des aides d'urgence, mais parfois même simplement aux travaux des récoltes. Les relations n'allaient cependant pas sans mal, avec de nombreux cas de bagarres ou de criminalité. Il existait de nombreux contacts avec les troupes de l'Armée populaire nationale, l'armée de la RDA. Une petite partie des camps militaires soviétiques a été détruite. D'autres équipements ont été reconvertis, mais une bonne part tombe aujourd'hui en ruine, représentant une surface d'environ 3 436 km2 de surfaces abandonnés. Les soldats auraient laissé derrière eux, entre autres, près de 10 000 animaux domestiques. Un sondage effectué en 1994 par l'institut de Allensbach (IfD) montrait qu'à la question "comment jugeriez-vous les troupes de l'armée soviétique qui étaient stationnées ici depuis la guerre", 32% répondait "plutôt comme des amis", 42% "plutôt comme une "armée d'occupation", 26% ne répondant pas.